# Peter Nicolay Bull
Peter Nicolay Bull, född 1869 och död 1951, var en norsk kirurg.
Bull blev medicine doktor 1905, professor i kirurgi samt överläkare vid rikshospitalet i Oslos kirurgiska avdelning 1912. 1921 blev Bull även generalsekreterare för Nordisk kirurgisk förening.
Av Bulls betydande vetenskapliga produktion kan framhållas hans arbeten om bland annat njurarnas och urinvägarnas kirurgi, den operativa kirurgin vid lungtuberkulos och den operativa behandlingen av blodpropp.